# Fotogramas de Plata 1993
La 44a cerimònia de lliurament dels Fotogramas de Plata 1993, lliurats per la revista espanyola especialitzada en cinema Fotogramas, va tenir lloc el 7 de març de 1994 al Palau de Congressos del Parque Juan Carlos I (IFEMA). Els mestres de cerimònies foren els actors Bibiana Fernández i José Coronado.

## Candidatures

### Millor pel·lícula espanyola
| Pel·lícula | Director           | Resultat   |
| ---------- | ------------------ | ---------- |
| Madregilda | Francisco Regueiro | Guanyadora |

### Millor pel·lícula estrangera
| Pel·lícula             | Director             | Resultat   |
| ---------------------- | -------------------- | ---------- |
| Dràcula de Bram Stoker | Francis Ford Coppola | Guanyadora |

### Millor actriu de cinema
| actriu          | Pel·lícula                                              | Resultat   |
| --------------- | ------------------------------------------------------- | ---------- |
| Carmen Maura    | Sombras en una batalla                                  | Candidata  |
| Emma Suárez     | La ardilla roja                                         | Candidata  |
| Verónica Forqué | Kika ¿Por qué lo llaman amor cuando quieren decir sexo? | Guanyadora |
| Victoria Abril  | Intruso                                                 | Candidata  |

### Millor actor de cinema
| Actor            | Pel·lícula    | Resultat  |
| ---------------- | ------------- | --------- |
| Javier Bardem    | Huevos de oro | Guanyador |
| Antonio Banderas | ¡Dispara!     | Candidat  |
| Juan Echanove    | Madregilda    | Candidat  |

### Millor actor de televisió
| Actor                 | Sèrie de televisió            | Resultat  |
| --------------------- | ----------------------------- | --------- |
| Alfredo Landa         | Lleno, por favor              | Candidat  |
| Francisco Rabal       | Truhanes Una gloria nacional  | Guanyador |
| Fernando Fernán Gómez | Los ladrones van a la oficina | Candidat  |

### Millor actriu de televisió
| Actriu           | Sèrie de televisió            | Resultat   |
| ---------------- | ----------------------------- | ---------- |
| Anabel Alonso    | Los ladrones van a la oficina | Guanyadora |
| Assumpta Serna   | Para Elisa                    | Candidata  |
| Beatriz Carvajal | Lleno, por favor              | Candidata  |

### Tota una vida
| Intérprete      | Resultat   |
| --------------- | ---------- |
| Amparo Rivelles | Guanyadora |

### Millor intèrpret de teatre
| Intèrpret/Companyia | Muntatge                 | Resultat  |
| ------------------- | ------------------------ | --------- |
| Juan Echanove       | El cerdo                 | Guanyador |
| Ana Marzoa          | Un tranvia llamado Deseo | Candidata |